# Yoshimasa Hosoya
Yoshimasa Hosoya (細谷 佳正 Hosoya Yoshimasa?,  Onomichi, Prefectura de Hiroshima, 10 de febrero de 1982) es un actor de voz y cantante japonés, anteriormente afiliado a Mausu Promotion. Algunos de sus papeles más destacados son el de Ryūnosuke Kurosaki en Kaichō wa Maid-sama!, Junpei Hyūga en Kuroko no Basuke, Nezumi en No. 6, Asahi Azumane en Haikyū!!, Sōsuke Yamazaki en Free! y Doppo Kunikida en Bungō Stray Dogs. Ha sido condecorado junto con su colega, Ken'ichi Suzumura, con el premio al "Mejor actor de reparto" en la 10° ceremonia de los Seiyū Awards.
En abril de 2017, Hosoya anunció a través del programa de radio Tensai Gunshi que se tomaría un corto descanso como actor de voz. El motivo había sido un inconveniente con su garganta, teniendo la intención de solucionarlo antes de fin de año y así poder volver a su trabajo. La misma información fue luego publicada en su sitio web personal. Tomoaki Maeno fue quien lo reemplazó en su rol como Hokuto Hidaka en la franquicia Ensemble Stars!. El actor Kenshō Ono lo hizo en su rol de Sanada Yukimura en la franquicia Ikemen Sengoku: Toki wo Kakeru ga Koi wa Hajimaranai. Finalmente, Hosoya retomó sus actividades agosto de 2017, siendo anunciado en el programa de radio Tensai Gunshi de la emisora A&G+.

## Filmografía

### Anime
2006
- La Corda d'Oro como Mutsumi Serizawa
- Naruto como Fuuta Kagetsu

2007
- Naruto Shippūden como Kigiri
- Ōkiku Furikabutte como Hiiragi

2008
- Gunslinger Girl Il Teatrino como Amadeo

2009
- Jewelpet como Arato

2010
- Beyblade: Metal Masters como Wales
- Kaichō wa Maid-sama! como Ryūnosuke Kurosaki
- Katanagatari como Shichika Yasuri
- Pokémon: Negro y Blanco como Charles

- Trinity Seven

2011
- Chihayafuru como Arata Wataya
- Level E como Yukitaka Tsutsui
- Moshidora como Jun Hoshide
- Natsume Yūjin-chō San como Katsumi Shibata
- No. 6 como Nezumi
- Yu-Gi-Oh! ZEXAL como IV

2012
- Beyblade Shogun Steel como Kira Hayama
- Ginga e Kickoff!! como Ōzō Furuya
- Inu × Boku SS como Renshō Sorinozuka
- Ixion Saga DT como Pet
- Kuroko no Basket como Junpei Hyūga
- Magi: The Labyrinth of Magic! como Masrur
- Robotics;Notes como Subaru Hidaka
- Sakamichi no Apollon como Sentarō Kawabuchi
- Space Battleship Yamato 2199 como Mord Vok y Saburō Katō
- The Prince of Tennis como Kuranosuke Shiraishi

2013
- Brothers Conflict como Yūsuke
- Chihayafuru 2 como Arata Wataya
- Daiya no Ace como Tetsuya Yūki
- Free! - Eternal Summer como Sōsuke Yamazaki
- Gifū Dōdō!! Kanetsugu to Keiji como Watanabe Shinnosuke
- High School DxD New como Michael
- Jewelpet Happiness como Kosuke Sanada
- Kakumeiki Valvrave como X-eins
- Kimi no iru machi como Haruto Kirishima
- Kingdom 2 como Ōhon
- Kuroko no Basket 2 como Junpei Hyūga
- Shingeki no Kyojin como Reiner Braun
- Strike the Blood como Kojo Akatsuki
- Yu-Gi-Oh! 5D's como Dick Pitt

2014
- Akame Ga Kill! como Wave
- Aldnoah.Zero como John Humeray
- Black Bullet como Tamaki Katagiri
- Gundam Build Fighters Try como Saga Adou
- Haikyū!! como Asahi Azumane
- Hitsugi no Chaika como Alveric Gilette
- Hozuki no Reitetsu como Hashi
- Inō Battle wa Nichijō-kei no Naka de como Shizumu Sagami
- Isshūkan Friends como Shōgo Kiryū
- Kamigami no Asobi como Loki Laevatein
- Ōkami Shōjo to Kuro Ōji como Takeru Hibiya
- Ryūgajō Nanana no Maizōkin como Tetsunoshin Tsujimi
- Terra Formars como Akari Hizamaru
- Yu-Gi-Oh! Arc-V como Reiji Akaba

2015
- Arslan Senki como Daryun
- Baby Steps 2 como Sōji Ike
- Death Parade como Ginti
- Denpa Kyōshi como Seijūrō Nanami
- Dungeon ni Deai o Motomeru no wa Machigatteiru Darō ka? como Welf Crozzo
- High School Star Musical como Shō Tengeji
- Kuroko no Basket 3 como Junpei Hyūga
- Makura no Danshi como Kanade Hanamine
- Mikagura Gakuen Kumikyoku como Kyōma Kuzuryu
- Minna Atsumare! Falcom Gakuen SC como Gaius Worzel
- Owari no Seraph como Makoto Narumi
- Q Transformers: Kaettekita Convoy no Nazo como Optimus Prime
- Show By Rock!! como Rom
- Tai-Madō Gakuen 35 Shiken Shōtai como Takeru Kusanagi
- The Rolling Girls como Tomoki Suzuka
- Ushio to Tora como Nagare Akiba
- Ajin como Kaito

2016
- All Out!! como Takuya Sekizan
- Arslan Senki: Fūjin Ranbu como Daryun
- Boku no Hero Academia como Fumikage Tokoyami
- Bungō Stray Dogs como Doppo Kunikida
- Bungō Stray Dogs 2 como Doppo Kunikida
- Danganronpa 3: The End of Kibōgamine Gakuen como Kazuichi Sōda
- Hai to Gensou no Grimgar como Haruhiro
- Handa-kun como Akane Tsutsui
- Joker Game como Odagiri
- Mob Psycho 100 como Tenga Onigawara
- Nanbaka como Musashi
- Saiki Kusuo no Psi-nan como Aren Kuboyasu
- Sangatsu no Lion como Yuusuke Takahashi
- Servamp como Junichirō Kurumamori
- Shūmatsu no Izetta como Basler
- Tanaka-kun wa Itsumo Kedaruge como Ohta
- Tsukiuta. THE ANIMATION como Arata Uzuki
- WWW.Working!! como Kouki Saiki
- Yuri!!! on Ice como Otabek Altin
- Ajin como Kaito

2017
- 18 Anime como Diver
- Boku no Hero Academia 2 como Fumikage Tokoyami
- Chō Shōnen Tantei-dan NEO como Kogorō Akechi 7º
- Ensemble Stars como Hokuto Hidaka
- Kenka Banchō Otome: Girl Beats Boys como Rintarou Kira
- Onihei Hankachō como Kumehachi
- Saredo Tsumibito wa Ryū to Odoru: Dances with the Dragons como Gigina Ashley-Bufh[9]
- Shingeki no Kyojin 2 como Reiner Braun

2018
- Banana Fish como Frederick Arthur

- Caligula como Kotarou Tomoe
- Devils' Line como Takashi Sawazaki
- Gakuen Babysitters como Hiroyuki Inui
- Golden Kamuy como Genjirou Tanigaki
- Hakyuu: Hōshin Engi como Kō Hiko
- Ito Junji: Collection[10]
- Oshie to Tabi suru Otoko como el hermano mayor
- Megalo Box como Joe / Junk Dog / Gearless Joe
- Boku no Hero Academia 3 como Fumikage Tokoyami

2019
- Bungō Stray Dogs 3 como Doppo Kunikida
- Chihayafuru 3 como Arata Wataya
- Kanata no Astra como Kanata Hoshijima
- Meiji Tokyo Renka como Tōsuke Iwasaki
- Sarazanmai como Mabu Akutsu
- Boku no Hero Academia 4 como Fumikage Tokoyami
- Kimetsu no Yaiba como Kaigaku

2020
- Boku no Hero Academia 4 como Fumikage Tokoyami
- Shingeki no Kyojin: The Final Season como Reiner Braun
- BNA: Brand New Animal como Shirou Ogami
- Cagaster of an Insect Cage como Kidou
- Dorohedoro como Shin
- Haikyū!! To The Top como Azumane Asahi
- Hanyo no Yashahime como Kirinmaru y Osamu Kirin
- Hatena Illusion como Mamoru Hoshisato
- ID: Invaded como Funetaro Momoki
- Dungeon ni Deai o Motomeru no wa Machigatteiru Darō ka? III como  Welf Crozzo
- Kingdom 3 como Ōhon
- Show by Rock!! Mashumairesh!! como Rom
- Tsukiuta. THE ANIMATION 2 como Uzuki Arata
- Golden Kamuy 3 como Genjirō Tanigaki
- Hortensia Saga como el protagonista

2021
- Boku no Hero Academia 5 como Fumikage Tokoyami
- NOMAD - Megalo Box 2 como Joe / Junk Dog / Gearless Joe / Nomad
- Sakugan como Merooro

2023
- Bungou Stray Dogs 4 como Doppo Kunikida
- Trigun Stampede como Nicholas D. Wolfwood

### OVAs
2006
- Prince of Tennis Zenkoku Taikai-Hen como Kuranosuke Shiraishi

2009
- Another Story como Kuranosuke Shiraishi
- Denpa teki na Kanojo como Jū Jūzawa

2012
- Hori-san to Miyamura-kun como Tôru Ishikawa
- Kimi no iru machi como Haruto Kirishima

2013
- Brothers Conflict como Yūsuke

2014
- Hozuki no Reitetsu como Gon
- Imawa no Kuni no Alice como Ryōhei Arisu

2016
- Strike the Blood II como Kojō Akatsuki
- Danganronpa 3:The End of Kibougamine Gakuen - kibou-hen como Kazuichi Sōda

### Especiales
2014
- Haikyū!! como Asahi Azumane
- Tsubasa to Hotaru como Sugiyama-senpai

2017
- Chō Shōnen Tantei-dan NEO como Kogorō Akechi 7º

### ONAs
2016
- Whistle! como Eishi Kaku

### Películas
2006
- Bleach: Memories of Nobody como el padre de Tomoya

2011
- Prince of tennis -eikoku-shiki teikyū-jō kessen como Kuranosuke Shiraishi

2013
- Hal como Haru

2014
- Shingeki no Kyojin Zenpen ~Guren no Yumiya~ como Reiner Braun
- Uchū Senkan Yamato 2199: Hoshi-Meguru Hakobune como Saburō Katō

2015
- Ajin como Kaito.
- Digimon Adventure tri. como Yamato Ishida
- Gekijō-ban Haikyu!! Owari to Hajimari como Asahi Azumane
- Kokoro ga Sakebitagatterun Da. como Daiki Tazaki
- Meiji Tokyo Renka como Tōsuke Iwasaki

2016
- Kono Sekai no katasumi ni como Shūsaku
- Suki ni Naru Sono Shunkan o. ~Kokuhaku Jikkō Iinkai~ como Ken Shibazaki

2017
- Free! -Take Your Marks- como Sōsuke Yamazaki
- Free! -Timeless Medley- Kizuna como Sōsuke Yamazaki
- Free! -Timeless Medley- Yakusoku como Sōsuke Yamazaki
- Kuroko no Basket: Last Game como Junpei Hyūga

2018
- Sayonara no Asa ni Yakusoku no Hana wo Kazarou como Lang

### CD Drama
- Arslan Senki: Un niño, un soldado como Daryun

### VOMIC
- Kekkai Sensen como Zapp Renfro

### Videojuegos
- Ayakashi Romance Reborn como Oji
- Amnesia Crowd como Luka
- Amnesia World como Luka
- Arslan Senki x Musou como Daryun
- Astro Kyūdan: Kessen!! Victory Kyūdan-hen como Kyuzaburo Ijuin
- Blue Roses: The Fairy and the Blue Eyed Warriors como Marius
- Brothers Conflict: Brilliant Blue como Yusuke Asahina
- Brothers Conflict: Passion Pink como Yusuke Asahina
- Captain Tsubasa: Dream Team como Mark Owairan
- Caligula como Kotarou Tomoe
- Code Name: S.T.E.A.M. como Robin
- Dengeki Bunko Fighting Climax como Kojou Akatsuki
- Dragon Quest VIII como Angelo
- Fire Emblem: Awakening como Robin y Morgan
- Fire Emblem If como Shigure y Robin
- Gachitora! The Roughneck Teacher in High School como Soji Natsume
- Hot Shots Tennis: Get a Grip como Toshi
- Hyakka Yako como Yukinari
- I Doll U como Seiya Moroboshi
- Ikemen Sengoku: Toki o Kakeru Koi ~Arata Naru Deai~[11] como Yukimura Sanada[12]
- Kenka Banchou Otome como Rintarou Kira
- Metal Gear Rising: Revengeance como Blade Wolf/LQ-84i
- MIRROR WAR ～Reincarnation of Holiness～ como Haatin Gunma
- Musketeer -Le sang des chevaliers- como Athos
- Musou Orochi 2 Special como Abe no Seimei
- My Hero One's Justice como Fumikage Tokoyami
- Princess Arthur como Mordred
- Robotics;Notes como Subaru Hidaka
- Saint Seiya Awakening como Dohko de Libra y Pegaso Negro
- Sin & Punishment 2: Star Successor como Isa Jo
- Street Fighter X Tekken como Steve Fox
- Super Dangan Ronpa 2: Farewell Despair Academy como Kazuichi Souda
- Super Smash Bros. para Nintendo 3DS y Wii U como Robin
- Tales of Xillia 2 como Crack
- The Legend of Heroes: Trails of Cold Steel como Gaius Worzel
- The Legend of Heroes: Trails of Cold Steel II como Gaius Worzel
- Virtue's Last Reward como Dio
- Granblue Fantasy como Belial
- Final Fantasy VII Remake como Sonon Kusakabe
- Honkai: Star Rail como Welt.[13]

### Doblaje
- Carrie como Tommy Ross
- Tinker Bell como Terence
- The Twilight Saga como Jacob Black

## Música

### Kamigami no Asobi
- Interpretó el opening TILL THE END y el ending REASON FOR.... Ambos, en compañía de Miyu Irino, Daisuke Ono, Yūto Uemura, Toshiyuki Toyonaga y Hiroshi Kamiya.[14]
- Junto con Hiroshi Kamiya ha participado del CD Kamigami no Asobi InFinite Kamikyoku Duet Balder & Loki, el cual ha llegado al puesto 58 de ventas de los rankings japoneses.[15]

### Show By Rock!!
Como parte de "ShinganCrimsonZ" interpretó:
- Crimson quartet -Fuka Akaki Shijūsō- y Falling Roses para la serie Show By Rock!!.[16]
- El sencillo Show By Rock!! # IN "Haitoku no Catastrophe / Re:Climb", que en su semana de lanzamiento vendió 2.562 copias.[17]

### Ensemble Stars!
Como parte de "Trickstar":
- Ha participado del sencillo "Ensemble Stars!" Unit Song CD Vol.8 "Trickstar" (Rebellion Star). Éste ha sido el 74° sencillo más vendido durante el primer semestre de 2016 en Japón.[18]
- Sencillo Ensemble Stars! Unit Song CD Dai Ni Dan Vol.10 "HEART→BEATER!!!!". En su semana de lanzamiento ha vendido 20.093 copias, siendo el 6.º sencillo más vendido en dicha semana.[19]
- Video musical Rebellion Star.[20]

### Otras interpretaciones
- Interpretó el segundo ending Clear Blue Departure de Free! - Eternal Summer junto con Nobunaga Shimazaki, Tatsuhisa Suzuki, Tsubasa Yonaga, Daisuke Hirakawa, Mamoru Miyano, Kōki Miyata y Kenichi Suzumura.[21]
- Para la serie Inu × Boku SS cantó a dúo con Yōko Hikasa el séptimo ending: Taiyou to Tsuki.[22]
- Participó en el primer ending Kimi no Iru Machi y en el último Kimi no Iru Machi: Answer Songs ver. de la serie Kimi no iru machi.[23]
- En el OVA Sakura Taisen: Kanadegumi interpretó el opening Enbukyoku, Kimi ni junto con Satoshi Hino, Yoshitsugu Matsuoka, Yūki Kaji y Shinnosuke Tachibana.[24]
- Cantó a dúo con Kenshō Ono el segundo ending Future fighter de Yu-Gi-Oh! Arc-V.[25]
- Formando parte de "Six Gravity" participará del tema GRAVITIC-LOVE, cuyo sencillo saldrá a la venta el 26 de agosto de 2016.[26]
- Junto con Yūto Uemura y Mamoru Miyano participó del miniálbum Character Song Mini Album Sono Ichi de Bungō Stray Dogs. En su semana de lanzamiento llegó al puesto 12 en el ranking de ventas japonés, con 3.321 copias vendidas.[27]
- En su rol como Tousuke Iwasaki y para la franquicia Meikoi, participó del sencillo Meikoi Character Song Series Romanesque Record 2 Sono Shichi "Twilight Preview".[19]
- Como Kakeru Tengenji participó del sencillo Starmyu 2nd Season 2nd SHOW TIME 4 Hoshitani x Nayuki x Tengenji x Kuga x Ugawa x Toraishi & Toraishi x Kitahara (Hamamichi Go All Out!! / TERRITORY) de la franquicia Starmyu.[28]
- Participó del sencillo de Shingeki no Kyojin Character Image Song Vol.5 "Alternative Drive" junto con Tomohisa Hashizune.[29]
- Como parte de "Frost" participó del sencillo de Yume Oukoku to Nemureru 100-nin no Oujisama, Yume Oukoku to Nemureru 100-nin no Oujisama On100 Series ~Vol.4 Yuki no Kuni~ "Shirayuki ni Hohoemi wo".[30]

## Radio
- Tensai Gunshi (A&G+) junto con Hiroki Yasumoto.
- Hosoya Yoshimasa ・ Masuda Toshiki no Zenryoku Danshi junto con Toshiki Masuda.